# Історія українського друкарства (книга)
 Історія українського друкарства— історичний твір українського письменника і науковця Івана Огієнка (1882–1972), написаний на основі архівних знахідок.

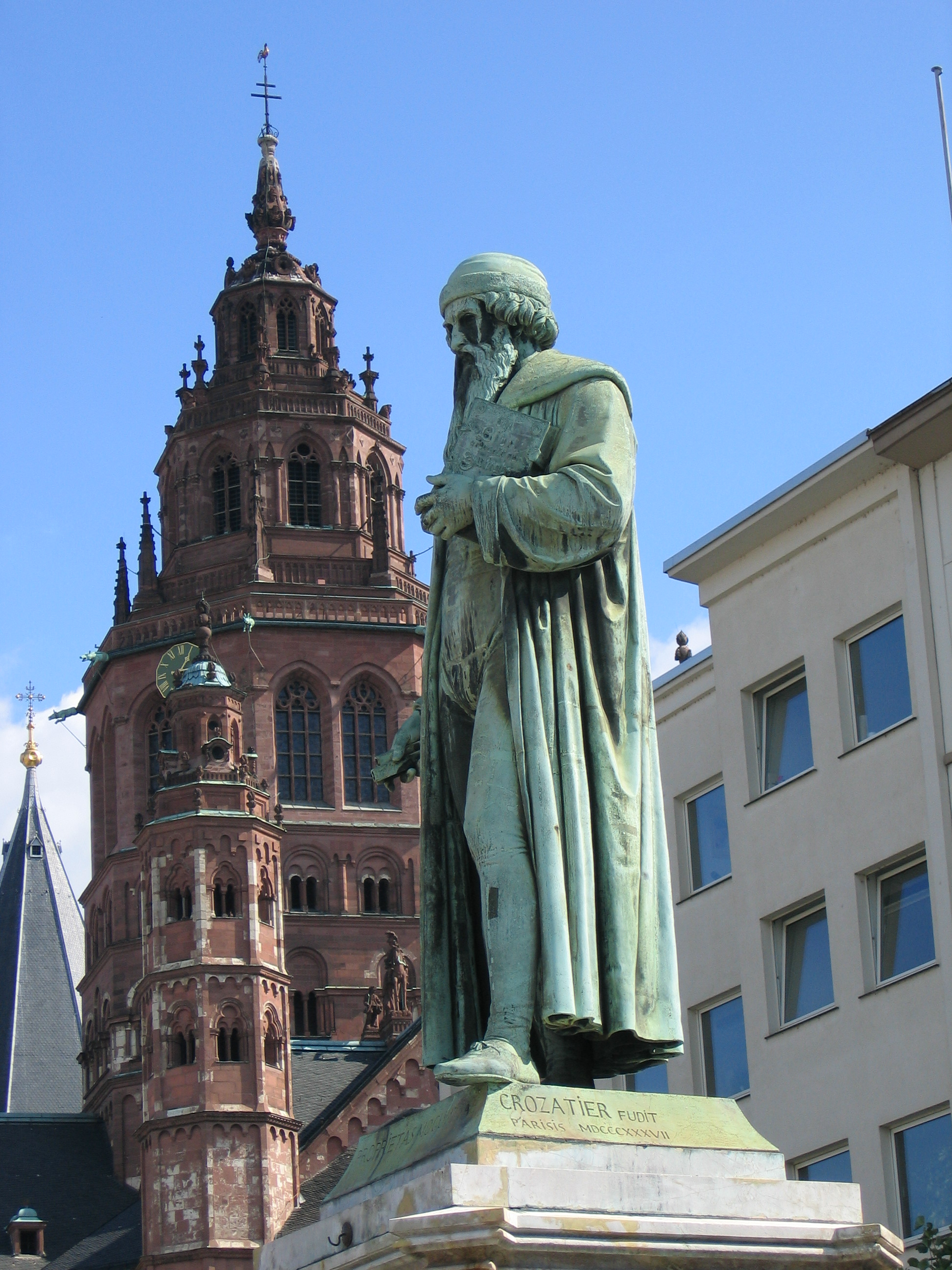
Ск. Торвальдсен. Монумент Йоганну Гутенбергу в місті Майнц

## Структура книги
Монографія Огієнка складається з 19 розділів:
1. Загальна історія українського друкарства
2. Найперший друкар українських книжок — Швайпольт Фіоль
3. Білорусько-українське друкарство
4. Перший «руський» друкар Франциск Скорина
5. Огляд білорусько-українських друкарень
6. Друкарство на галицькій землі
7. Іван Федорович, фундатор постійного друкарства на українській землі
8. Огляд галицьких друкарень
9. Друкарство на Підкарпатській Україні
10. Друкарство на Волині
11. Огляд волинських друкарень
12. Друкарство в Східній Україні
13. Провінціальне друкарство на Київщині
14. Друкарство Чернігівське
15. Друкарство на Поділлі
16. Друкарство на інших землях Східної України
17. Друкарство у слов'янських народів
18. Друкарство московське
19. Друкарство інших національностей на етнографічних землях України

## Проблеми початку європейського книгодрукування
Історія книгодрукування, початок його на землях тої чи іншої держави давно перетнули кордони академічного висвітлення і перейшли у площину політики і державного престижу.
Науковці таки домовились, що книгодрукування в Західній Європі розпочалося 1450 року в Німеччині, а започаткував його друкар Йоганн Гутенберг. Логічно припустити, що книгодрукування перейшло до народів, котрі тісно спілкувались з німецькими підприємцями і ремісниками. В 15 столітті це були нідерландці, італійці, чехи і поляки. Дослідники (серед них й Іван Огієнко) і довели, що книгодрукування розпочато:
- 1469 — в Мілані і Венеції
- 1470 — в Парижі
- 1474 — в Нідерландах
- 1478 — в Чехії
- 1491 — в Кракові (Польща)

## Історія написання «Історії українського друкарства»
До написання «Історії українського друкарства» Іван Огієнко видав більше десятка окремих нарисів-розвідок з цієї теми, зокрема, «Як Москва знищила волю друку Києво-Печерської лаври» (1921), «Свято нашої культури: нарис з історії початків українського друкарства» [Архівовано 5 грудня 2011 у Wayback Machine.] (1924), «Друкарська трійця — Фіоль, Скорина і Федорович» (1924), «Дерманська друкарня» (1925). З метою найбільш повно охопити джерельну базу він здійснив поїздку до Кракова, де працюючи в архівах знайомився із сотнями стародруків, віднаходячи все, що стосувалося друкарства загалом й українського зокрема. 
Фундаментальне дослідження «Історія українського друкарства» вийшло друком  1925 року в місті Львів. У післямові до книги автор констатує фрагментарність і описовість розробки цієї теми попередниками, відсутність з цієї дисципліни спеціальних досліджень і окреслює свій підхід до розв'язання цієї проблеми: «Такий стан речі примусив мене поставити собі завдання бодай зібрати докупи все те, що досі зроблено в нас з цеї широкої дисципліни і відповідно пояснити зібране й доповнити там, де це було можливим. Я поставив собі завданням в міру можливості освітити всі головніші моменти в історії українського друкарства, виразно намітити всі найголовніші віхи його».

## Більшовицький догмат щодо книгодрукування
Фундаментальне наукове дослідження Огієнка не мало зазіхань на політичні доктрини, а висвітлювало чергову наукову проблему. Але на початку 20 століття пройшли кардинальні зміни в державах (розпад імперій, поява нових національних держав тощо) та зміни в державних ідеологіях (фашизм, більшовизм). І історичні дослідження почали розглядати через відповідність ідеологічним доктринам. Російська більшовицька історіографія стояла на позиціях спадковості державності Київської Русі і історичної зверхньості росіян. Два братні народи (український і білоруський) розглядались як «молодші брати» російського, а їх культура нібито формувалась й існувала століттями в тісному зв'язку з російською і під її головуванням. Тому культура братніх народів розглядалась як другорядна, несамостійна і позбавлена самостійних якостей. Російська доктрина зверхньості російської культури отримала ознаки політичного догмата, а всі альтернативні наукові теорії розглядались як ідеологічно ворожі і гідні повного винищення. В перелік ідеологічно ворожих для більшовиків і гідних повного винищення концепцій зарахували і концепцію і книгу Івана Огієнка.
Більшовицька доктрина наголошувала, що друкарство в Україні виникло лише з ініціативи московського першодрукаря Івана Федорова з 1574 року у Львові. А науковий труд Івана Огієнка доводив, що в Україні існувало декілька центрів книгодрукування задовго до Івана Федорова. Він аргументовано зруйнував усталені до того наукові стереотипи щодо вторинності, підпорядкованості українського друкарства російському, якого історично не було. Бо ще 1491 року українська діаспора в тодішній польській столиці Кракові ініціювала друк кириличним шрифтом книг за допомогою друкаря Швайпольта Фіоля. Той був чи то слов'янином (русином) в Німеччині, чи то німцем, що знав церковно-слов'янську мову. Але працював на українську громаду Кракова. Загрозу монополії католиків в Польщі відчули вже тоді і гнобили Швайпольта, запроторили його в тюрму, а частину накладу — кинули в багаття.

## Акти обскурантизму СРСР в 20 ст
Таким же шляхом пішли і більшовики в СРСР. Наклад видання Івана Огієнка був фактично арештований в СРСР і повністю знищений. Унікальні зразки книги передані до спецсховищ СРСР, доступ до яких заборонили на десятиліття. Іван Огієнко як науковець «зроблений небіжчиком» ще за життя, а його наукове відкриття і книга вилучені з академічних досліджень. Стан справ погіршила еміграція Івана Огієнка і його священство, бо ставлення до емігрантів в СРСР було як до зрадників.
Про штучну заборону проблеми не знав Орест Мацюк. Під час архівних досліджень він знайшов декілька документів, котрі свідчили про існування кириличних видань задовго до прибуття в західні землі України москвитина Івана Федоровича. Адже неможливо знищити всі історичні джерела з датами стародруків і міст зі старовинними друкарнями, бо з цим не впорались навіть винищувачі-більшовики, що 60 років нищили історичні архіви на одній шостій земної кулі.
Микола Тимошик писав: 
| Наприкінці 60-х років минулого століття, якраз під завісу хрущовської відлиги, в одному з випусків науково-практичного журналу «Архіви України» була надрукована стаття молодого львівського дослідника О. Мацюка з надто сміливою, як на той час, назвою — «Чи було книгодрукування на Україні до Івана Федорова?» Стаття ця справила тоді ефект своєрідної бомби, оскільки автор на поставлене запитання давав однозначно ствердну відповідь. Весь наклад часопису незабаром був сконфіскований, а один примірник, як і належало за приписами Головліту, потрапив до спецфондів. Доступ до них, як відомо, поступово відкривався лише з початку 90-х років... Оприлюднення О. Мацюком невідомих досі важливих архівних матеріалів стало поштовхом до активізації наукових пошуків українських учених щодо витоків українського друкованого слова. Але це виявилося можливим лише з розвалом Радянської імперії. |
Таким довгим виявився шлях тільки однієї наукової гіпотези і одного видання, аж допоки не став визнаним науковим фактом, який дозволив викладати в навчальних закладах України лише за її незалежності.